# Liste der Monuments historiques in Condes (Haute-Marne)
Die Liste der Monuments historiques in Condes führt die Monuments historiques in der französischen Gemeinde Condes auf.

## Liste der Immobilien
| Bezeichnung                 | Beschreibung                                    | Standort                  | Kennzeichnung | Schutzstatus | Datum | Bild           |
| --------------------------- | ----------------------------------------------- | ------------------------- | ------------- | ------------ | ----- | -------------- |
| Pont de l’ancienne Laiterie | siebenbogige Brücke über die Marne, 1833 erbaut | Rue de la Montagne (Lage) | PA00079042    | Inscrit      | 1984  | weitere Bilder |